# 丘みつ子
丘 みつ子（おか みつこ、1948年〈昭和23年〉1月19日 - ）は、日本の女優、陶芸家。本名：森田 光子。旧姓：武笠。東京都北区王子出身。ホリプロ・ブッキング・エージェンシー所属。

## 略歴
北豊島高等学校卒業。三浦海岸の海水浴場で行なわれた「ミス人魚コンテスト」で準優勝し、モデル事務所からスカウトされて当初はモデルとしてデビュー。
モデル活動を経て1968年、東映ニューフェイスに最高点で合格した日に日活へ入社した。すぐに大学生の間で人気が出たため、映画「ある少女の告白 禁断の果実」で主演デビューした後日活が吉永小百合・浜田光夫コンビの次に沖雅也とコンビで売り出そうと計画し、『ある少女の告白 純潔』で沖と共演。
1980年代に多くの母親役を演じて「日本のお母さん」と評され、活躍。同時期に健康的なイメージから「マラソン女優」と持て囃されたが、多忙によるストレスから拒食症に苦しんでいた。それを機に自己流で陶芸を始め、アトリエを構えるまでになっている。
結婚後中目黒の一軒家で暮らしていたがその後別荘があった神奈川県足柄下郡箱根町に本宅を建てて移り住んだ。そこで20年近く住んだが、歳を重ねるにつれ箱根の冬の寒さが辛く感じるようになったり、その広さゆえ管理の難しさなどから70歳を迎える前に小田原市へと転居した。

## 人物

### 女優活動
芸能界入りしてモデルの仕事を始めて2年が過ぎた頃、ある映画のワンシーンにモデルが必要になったことからモデルとして出演。撮影中この映画の監督から女優業を勧められことがきっかけとなり、後日東映ニューフェイスに応募することになった。丘が東映ニューフェイスに合格しながら日活に入社したのは、当時東映はヤクザ映画全盛期で日活は青春映画に力を入れており、周囲から「君は日活の方が向いている」と助言されたため。その後1971年頃に五社協定が消滅し映画界が斜陽となり、日活が青春映画からロマンポルノ路線に変わったことで女優としての行き場をなくした丘は、3年間所属した日活を退社。ちなみに日活時代は、共演が多かった渡哲也に随分かわいがってもらったとのこと。
テレビドラマのオーディションを受けることにし、昼の連続ドラマ「オランダおいね」の主役に選ばれる。丘は「(同作の)主役になったことは幸運」としながらも、半年間のハードな撮影スケジュールや台詞覚えがとにかく大変でストレスから不眠や食事が喉を通らない状態となり、一時は芸能界引退を考えるほど追い詰められた。しかし、同作の撮影終了から1ヶ月も経たない内に再び演技をしたくなったことで、「自分は女優という仕事が大好きなんだ」ということに気づき女優を続けることを決める。

### 私生活
家族は造幣局に勤める父、裁縫や料理が得意だった母、3人きょうだい(兄が2人)の末っ子として生まれる。幼い頃はお転婆で野山を駆け回っていたことから、「女ターザン」のあだ名で呼ばれていた。ただし子供の頃は偏食でそれが原因かは不明だが、小学5年生の時に小児腎炎と肝炎を患い一ヶ月間入院する。これにより家族と長い間離れて過ごすことを辛く感じたことから、退院後何でも食べるようになる。中学、高校時代は入部した陸上部の練習に打ち込む。この頃の将来の夢はスタイリストになることだった。
20代の後半から仕事終わりに友達と深夜まで飲み歩くような生活をしていたが、30代に入って体を壊す危機感を覚え、一念発起して健康的な生活を送り始める(後述、趣味の欄)。
33歳の頃にテニスクラブで知り合った元ジェット機のパイロットの男性と結婚。。しかし結婚から3年後に夫がアメリカで飛行機のチャーター便の会社を立ち上げたため、それから10年ほどは夫が日本とアメリカを行き来する別居婚状態となる。
その後、箱根に持っていた別荘に陶芸の穴窯を自作するが、焼成中は一週間は窯のそばにいなくてはならないため、夫と話し合い2003年に夫婦で箱根に移住。夫の提案でログハウス形式の自宅を自分たちで建てた後、自然と触れ合う暮らしをしながら仕事がある時だけ東京へ行く日々を20年近く続ける。
老後は暖かい所に引っ越そうと夫婦で話し合っていた所、行きつけの美容院でたまたま隣に座っていた不動産業者の紹介で小田原市の築80年の古民家を内見し、転居を即決。その後耐震などを考えて一年半かけて友人の手も借りながら土台や壁などを作り直す大改装を施し、2017年に小田原の家に移り住む。

### 趣味など
先述の通り健康面を考えて30代から水泳やマラソンを始める。特にマラソンは学生時代に陸上をやっていたためすぐに夢中になり、その後青梅マラソンやホノルルマラソンに参加。さらにトライアスロンも始め、37歳の時にハワイで開催された大会に出場するが規定時間オーバーにより失格。この悔しさをバネに猛練習して翌年水泳4km、自転車180km、マラソン42.195kmを完走した。
中目黒に住んでいた頃に陶芸が趣味のお隣さんの影響で丘も陶芸をやり始める。箱根に住んでいた頃は夫婦で自家農園で野菜作りをしたり養蜂などもしていた。
この他の趣味として茶道、習字がある。また、恐竜好きで恐竜図鑑を眺めると童心に返るとのこと。
愛車
- 日産 フェアレディZ 赤色（23歳 1971年）
- シボレー・コルベット C4型 グリーン メタリックのマニュアルトランスミッション（35歳 1983年）
- シボレー・コルベット C6型 （61歳 2009年）
- シボレー・コルベット C6型 Z06 黄色の左ハンドルで マニュアルトランスミッション （62歳 2010年）、2021年9月25日おぎやはぎの愛車遍歴で愛車と出演

## 出演

### テレビドラマ

#### NHK
- 銀河ドラマ
  - 混戦模様（1969年）
  - 赤ちゃん誕生（1970年）
- 大河ドラマ
  - 勝海舟（1974年） - たみ 役
  - 峠の群像（1982年） - 大石理玖 役
  - 八代将軍吉宗（1995年） - お常 役
- 土曜ドラマ
  - 十字路（1978年） - 沢井睦子 役
  - 春の一族（1993年） - 中井友子 役
  - 風のねがい（1997年） - 吉村夏江 役
- 銀河テレビ小説
  - 極楽日記（1980年） - 京子 役
  - いけずごっこ（1984年） - 高辻道代 役
- 連続テレビ小説
  - ノンちゃんの夢（1988年） - 結城幸子 役
  - 梅ちゃん先生（2012年） - 早野妙子 役
- 海の群星（1988年11月12日） - 佐仁ふみ 役
- 神様のボート（2013年3月10日 - 24日、NHK BSプレミアム） - 野島美津子 役
- 京都人の密かな愉しみ 其の一「わたしの大黒さん」（2015年1月3日、NHK BSプレミアム） - 一柳夕子 役
- 愛おしくて（2016年1月12日 - 3月1日） - 花江 役
- 山女日記〜女たちは頂を目指して〜（NHK BSプレミアム） - 木村富江 役
  - 第5回「雨女 〜白馬岳〜」（2016年12月4日）
  - 第6回「分岐点 〜白馬岳〜」（2016年12月11日）
- 赤ひげ（NHK BSプレミアム） - 八重 役
  - 赤ひげ
    - 第5回「兄妹の行く末」（2017年12月1日）
    - 第6回「子殺しの罪」（2017年12月8日）
    - 最終回「妊婦の覚悟」（2017年12月22日）

  - 赤ひげ2 第1回「憎しみの果てに」（2019年11月1日）
- グレースの履歴 第6話「記憶のかけら」（2023年4月23日、NHK BSプレミアム・NHK BS4K） - 間宮（蓮見）千江 役[6]
- お別れホスピタル 第1話「死ぬってなんだろう」（2024年2月3日） - 山崎亜紀子 役[7]
- 団地のふたり（2024年9月1日 - 11月3日、NHK BS・NHK BSプレミアム4K） - 太田節子 役

#### 日本テレビ
- 若すぎる二人（1969年）
- 焼きたてのホカホカ（1971年） - 山野福子
- 火曜日の女シリーズ / 喪服の訪問者（1971年）
- 新婚ヤバイ伝（1973年）
- 殺意を呼ぶ海（1973年） - 今西ゆき
- 前略おふくろ様第1シリーズ（1975年 - 1976年） - 浅田ミツ子
- 炎のカルテ（1976年） - 麻生美沙緒
- 俺たちの旅 第40話「やさしさだってあるのです」（1976年） - 石井あきこ
- 大都会 闘いの日々 第19話「受難」（1976年） - 支店長秘書・藤本役
- 大都会 PARTII（1977年） - 吉野今日子
- 太陽にほえろ! 第319話「年上の女」（1978年） - 矢倉文子
- かたぐるま第1シリーズ（1979年） - 吉野志津
- 桃太郎侍 第123話「別れに泣いた信州路」（1979年） - おきぬ
- 池中玄太80キロ（1980年 - 1982年） - 池中鶴子/ホステス・昌代（パート2のみ）
- 家族ジャングル（1985年） - 一ノ瀬ナツ子
- 女たちの百万石（1988年） - 前田幸
- ぼくの病気、ガンなの（1989年） - 笹本美園
- 星の金貨（1995 - 1997年） - 結城貴子
- 14ヶ月〜妻が子供に還っていく〜（2003年） - 堀川千鶴子
- 松本清張ドラマスペシャル・黒の回廊（2004年） - 多田マリ子
- 警視庁鑑識班2004（2004年） - 富山妙子
- CAとお呼びっ!（2006年） - 山田喜久江
- どうぶつ119（2007年） - 木下良枝
- 青春探偵ハルヤ〜大人の悪を許さない!〜（2015年） - 三浦節子
- 美食探偵 明智五郎（2020年） - 有閑マダム
- 火曜サスペンス劇場
  - 連鎖寄生眷属（1984年） - 主演・秋村鈴枝
  - 弁護士水城邦子（1989年 - 1992年） - 主演・水城邦子
  - 陰膳（1995年） - 主演
  - 追跡（1997年 - 1999年） - 主演・城由起子
  - 取調室15（2001年） - 川村裕美子
  - 軽井沢ミステリー（2001年 - 2005年） - 北原辰子
  - 臨床心理士4（2001年） - 山崎弓枝
  - 松本清張スペシャル・一年半待て（2002年） - 高森たき子
  - 女検事・霞夕子20（2003年） - 間宮知佳
  - 弁護士・朝日岳之助19（2003年） - 江森加奈子
  - 弁護士・高林鮎子33（2004年） - 水田康代
- 真犯人フラグ（2021年） - 館野志乃生[8]
- 離婚弁護士 スパイダー〜慰謝料争奪編〜 第6話（2024年11月9日） - 朝倉美津子 役[9]
- いきなり婚 第11話・最終回（2025年3月19日・26日） - 福住花乃子 役[10]

#### TBS
- 何とかしなくちゃ（1970年）
- ポーラテレビ小説
  - 「オランダおいね」（1970年） - 楠本イネ
  - 「ひまわりの道」（1971年 - 1972年）
- 東芝日曜劇場
  - 女の青春（1970年）
  - 妻の内緒（1971年）
  - エルムの木かげ（1976年9月12日、北海道放送制作） - 吉井文子
- ガッツジュン（1971年） - 沢村映子
- 夏に来た娘（1972年） - 小野照子
- 水戸黄門 第6部 第8話「孤独の捕縄 ‐小倉‐」（1975年） - はま
- 木下恵介・人間の歌シリーズ「遥かなる海」（1976年）
- 白い秘密（1976年 - 1977年） - 藤森亜矢子
- 愛と憎しみの宴（1976年 - 1977年）
- 家族曲線（1998年） - 森下百合江
- ステップファザー・ステップ 第3話「ドロボウ、泥棒に遭う!? ついに正体が…!?」（2012年1月23日） - 板倉和代
- あなたには帰る家がある（2018年4月13日 - 6月22日） - 尾野弥生
- 集団左遷!! 第6話「全員リストラ決定!? 支店長最後の大選択」（2019年5月26日） - 西村雪子
- ペットドクター花咲万太郎の事件カルテ（2022年3月26日、BS-TBS） - 楠木アカネ
- 月曜ドラマスペシャル→月曜ミステリー劇場→月曜ゴールデン→月曜名作劇場
  - 隅田川花火大会殺人事件（1990年8月6日） - 主演・中田真知子
  - 金田一耕助の傑作推理「女怪」（1992年7月27日） - 持田虹子
  - 保険調査員 しがらみ太郎の事件簿2「金沢・能登殺人事件」（1996年10月21日） - 斉藤弓子
  - 万引きGメン・二階堂雪8「絆」（2002年4月15日） - 大森文代
  - カードGメン・小早川茜7「愚か者の涙」（2004年2月9日） - 遠藤典恵
  - 税務調査官・窓際太郎の事件簿23（2011年12月19日） - 宅間寿々子
  - 警視庁心理捜査官・明日香4（2014年6月16日） - 吉村良江
  - 信濃のコロンボ2「戸隠伝説殺人事件」（2014年11月24日） - 武田佐知江
  - 警視庁機動捜査隊216VI「絶てない鎖」（2016年9月12日） - 村上さか恵
  - 新・浅見光彦シリーズ2「後鳥羽伝説殺人事件」（2018年2月26日） - 三村達子
- 民王R（2024年11月12日、TBS） - トメ

#### フジテレビ
- 土曜劇場「ボクの花嫁」（1971年）
- ライオン奥様劇場「愛の判決」（1972年）
- お祭り銀次捕物帳（1972年） - おきみ
- 隼人が来る 第5話「鈴が鳴る時 人が死ぬ」（1972年）
- 眠狂四郎 第6話「夜陰に女を裂く」（1972年）
- 江戸の旋風 第45話「小判女房」（1976年)
- 新・座頭市 第1シリーズ第24話「大利根の春はゆく」（1977年） - おふじ
- 汽笛が響く!（1978年） - 屋代伊知子
- 柳生一族の陰謀 第26話「幽霊船と消えた三十人」（1979年） - 真鶴
- 大奥 第37話「さらば!田園交響楽」（1983年、関西テレビ） - おもん
- 花王名人劇場 「15年目の指輪」（1984年、関西テレビ）
- ニューヨーク恋物語（ニューヨーク恋物語II 男と女）（1990年） - 戸上まさ子
- 実録犯罪史シリーズ 恐怖の二十四時間 連続殺人鬼西口彰の最期（1991年）
- 新説・三億円事件（1991年） - 大場絹代
- 金曜エンタテイメント 動く壁（1994年1月21日） - 北島葉子
- シングルス（1997年） - 小野寺京子
- 翼の折れた天使たち（2007年） - 永坂芳江
- コード・ブルー -ドクターヘリ緊急救命-（2010年） - 上条久枝
- 天使の代理人（2010年） - 鈴木正枝
- ビューティフルレイン（2012年） - 中村千恵子
- TOKYOエアポート〜東京空港管制保安部〜（2012年） - 竹内裕美の母
- 幸せの時間（2012年） - 岡島佐代子
- 天国の恋（2013年） - 埴生幹子
- チーム・バチスタ4 螺鈿迷宮（2014年） - 川原うめ
- 聖母・聖美物語（2014年） - 柳沢波津子
- グランマの憂鬱（2023年） - 沢口松枝 役
- 金曜プレステージ
  - 「赤い霊柩車シリーズ21」（2008年） - 梨田須美子
  - 「警部補・佐々木丈太郎3」（2011年） - 黒澤多賀子
  - 「小京都連続殺人事件3」（2013年） - 宮本マリ
  - 「赤い霊柩車シリーズ32」（2013年） - 名木志津子
  - 「島倉千代子　最期の223日」（2013年） - 島倉千代子
  - 「潔癖クンの殺人ファイル1」（2014年） - 橘響子
- 金曜プレミアム さよなら!おばさんデカ 桜乙女の事件帖 ザ・ラスト（2017年）

#### テレビ朝日
- テレビスター劇場「未婚・結婚・未再婚」（1972年） - 大村秋子（三女）
- 抱き寝の長脇差（1973年）
- 狼・無頼控 第12話「大江戸の鷹」（1973年）
- 右門捕物帖（1974年） - おみつ
- 天まであがれ（1974年） - 青木伊都子
- 土曜ワイド劇場
  - 「図ぶとい奴・危険な賭け」（1978年）
  - 「三毛猫ホームズの怪談」（1981年） - 刈谷立子
  - 「事件13」（2008年） - 伊丹聡子
  - 「火災調査官・紅蓮次郎11」（2010年） - 中園貞子
  - 「温泉若おかみの殺人推理22」（2011年） - 森田圭子
  - 「温泉 (秘) 大作戦11」（2012年） - 和泉蘭子
  - 「東京駅お忘れ物預り所5」（2012年） - 兵頭澄子
  - 「拘置所の女医2」（2013年） - 鮎川君枝
- 遠山の金さん 第2シリーズ 第17話「待ちぼうけの女」（1979年） - おたか
- 長七郎天下ご免!（1980 - 1982年） - 浜乃家おみつ
- 幻の光（1983年11月4日、朝日放送テレビ） - 浜田ゆみ
- 女ふたり捜査官（1986 - 1987年） - 佐倉亮子
- 本当にあった怖い話（1992年）
- ツインズ教師（1993年） - 谷口美津子（教頭）
- 大家族ドラマ 嫁の出る幕（1994年） - 昌子
- はぐれ刑事純情派
  - （2003年） - 有馬美代子
  - （2004年） - 川上登美子
- いねむり先生（2013年） - 絹（サブローの母）
- 相棒 season13 第9話「サイドストーリー」（2014年12月17日） - 小宮山佳枝
- DOCTORS3 最強の名医（2015年） - 安藤紀代子
- 黒薔薇 刑事課強行犯係 神木恭子（2017年） - 神木綾子
- やすらぎの刻〜道（2019年 - 2020年） - 香川さくら
- 家栽の人2（2021年9月29日） - 吉田八重 役
- ケイジとケンジ、時々ハンジ。 第7話（2023年5月25日） - 水原多恵 役
- 刑事7人 SEASON9 第3話「疑惑」（2023年6月21日） - 池添鞠子
- アイのない恋人たち（2024年、朝日放送）- 郷元子 役
- 民王R 第3話・第4話（2024年11月5日・12日） - トメ 役[11]

#### テレビ東京
- 紫頭巾事件帖（1972年） - お俊
- お嫁に行きます（1973年） - 山形亜矢子（三女）
- サスペンスシリーズ「ポケットの中の死体」（1973年）
- 風雲 柳生武芸帳（1985年） - 瑞代
- IS（アイエス）〜男でも女でもない性〜（2011年） - 宮原和江
- ラスト・ドクター〜監察医アキタの検死報告〜 第3話「監察医が見破る疑惑のアルコール中毒死! 保険金1億円!! 母娘の切れた絆…」（2014年7月25日） - 吉崎久子
- 宮部みゆきサスペンス 模倣犯（2016年） - 前畑ちよ
- 三匹のおっさん3〜正義の味方、みたび!!〜（2017年） - 村松洋子
- 記憶捜査〜新宿東署事件ファイル〜 第6話「"永久死体"の殺人トリック!? 白い帽子と1964年10月10日の謎」（2019年2月22日） - 榊原明子
- スナックキズツキ（2021年） - 佐藤ヨシ子
- 警視庁強行犯係 樋口顕 Season2 第7話（2022年8月26日） - 泉加代子 役
- 女と愛とミステリー→水曜ミステリー9〈第1期・第2期〉
  - 警視庁心理分析捜査官・崎山知子1（2002年） - 御所美津子
  - 監察医・篠宮葉月 死体は語る4（2004年） - 栗原まり子
  - 鉄道警察官・清村公三郎（2005年 - ） - 清村市子
  - 刑事吉永誠一 涙の事件簿7（2008年） - 竹中房枝
  - 湯けむりドクター華岡万里子の温泉事件簿4（2008年） - 遠山美音子
  - 温泉女将ふたりの事件簿2（2013年） - 小野扶美子
- 月曜プレミア8
  - 浅見光彦シリーズ (テレビ東京のテレビドラマ)（テレビ東京） - 浅見雪江[12][13]
    - 内田康夫サスペンス 浅見光彦 軽井沢殺人事件（2022年2月28日）
    - 内田康夫サスペンス 浅見光彦 源氏物語殺人事件（2022年12月12日）
- 生きとし生けるもの（2024年5月6日、テレビ東京）
- 晩酌の流儀3 第4話（2024年7月20日、テレビ東京） - 住職[14]

#### WOWOW
- 天国のスープ（2008年） - 元山九里子
- 鍵のない夢を見る（2013年） - 笙子の母
- 片想い (小説)（2017年） - 戸倉佳枝

#### その他
- ウルトラゾーン（2011年） - 池谷ミツ子
- 女優堕ち（2016年） - 井元輝子
- おぎやはぎの愛車遍歴（2021年9月25日）
- 婚活食堂（2023年4月15日 - 、BSテレ東） - 尾局與 役

### 映画
- ある少女の告白 禁断の果実（1968年） - 北沢怜子 役
- ある少女の告白 純潔（1968年） - 本田恵美 役
- 花ひらく娘たち（1969年）
- 恋のつむじ風（1969年） - 一ノ瀬かおる 役
- 続 女の警察（1969年） - 西沢久美 役
- やくざ番外地 抹殺（1969年） - 水上洋子 役
- 盛り場仁義（1970年、日活） - 銭屋明子 役
- やくざの横顔（1970年） - 恭子
- 関東流れ者（1971年） - 立花ゆき 役
- 関東幹部会（1971年） - 神尾典子 役
- 関東破門状（1971年） - 沢木玲子 役
- 新どぶ川学級（1976年） - 高原良子先生 役
- 白昼の死角（1979年） - 藤井たか子 役
- 復活の日（1980年） - 辰野好子 役
- 夏の秘密（1982年） - 小林美子 役
- BU・SU（1987年） - 森下雪乃 役
- ラブ・ストーリーを君に（1988年） - 田中百合 役
- おこげ（1992年） - 徳子
- キッズ・リターン（1996年） - サチコの母 役
- 長髪大怪獣ゲハラ（2009年） - 萩原都留子 役
- かずら（2010年） - 森山加代子 役
- 相棒 -劇場版II- 警視庁占拠! 特命係の一番長い夜（2010年） - 磯村幸恵 役
- NMB48 げいにん! THE MOVIE お笑い青春ガールズ!（2013年）
- でーれーガールズ（2015年） - 荻原つね子 役
- 燐寸少女 マッチショウジョ（2016年） - おばあさん
- 由宇子の天秤（2020年） - 矢野登志子 役
- 吟ずる者たち（2021年） - 永峰敏江 役
- 親密な他人（2022年）
- あちらにいる鬼（2022年）
- 月の満ち欠け（2022年） - 小山内和美 役[15]
- 夜明けのすべて（2024年）[16]

### 吹き替え
- 第一容疑者（1991 - 2006年） - ジェーン・テニスン警部
- マディソン郡の橋（1995年） - フランチェスカ・ジョンソン
- アリー my Love - ジニー・マクビール

### バラエティほか
- ビッグベストテン（フジテレビ） - 司会
- 徹子の部屋（テレビ朝日） - ゲスト
- クイズ!脳ベルSHOW（BSフジ・BSフジ 4K）

### CM
- 朝日麦酒 三ツ矢サイダー（1983年）
- 三菱電機
- フマキラー ゴキブリフマキラーEX
- 救心製薬 救心（1976年 - 1997年）
- ライオン ルック お掃除洗剤
- 近畿日本ツーリスト
- 東京電力
- 関西電力
- 日本健康増進研究会
- 鮫珠
- 三菱UFJ信託銀行（2018年 - ）[17][18]

### イメージキャラクター
- 近畿日本ツーリスト 夫婦旅行 ゆとりっぷ（1990年代初頭前後）※ 小野寺昭と夫婦役で共演。

## 受賞
- 日本映画製作者協会 新人賞（1969年）
- TV大賞新人賞（1970年）
- ベストジーニスト・協議会選出部門（1986年）